# Echium giganteum
Echium giganteum là loài thực vật có hoa trong họ Mồ hôi. Loài này được L.f. mô tả khoa học đầu tiên năm 1782.